# Sennek
Sennek, pseudoniem van Laura Groeseneken (Leuven, 30 april 1990), is een Belgische zangeres, stemcoach en voice-over.

## Biografie
Sennek speelt sinds 2014 geregeld samen met Ozark Henry. Met Alex Callier van Hooverphonic schreef ze dan weer het nummer Gravity. 

## Eurovisiesongfestival 2018
In 2017 werd ze door de VRT intern geselecteerd om België te vertegenwoordigen op het Eurovisiesongfestival van 2018, dat gehouden werd in de Portugese hoofdstad Lissabon. Met het zelfgeschreven nummer A matter of time werd ze uitgeschakeld in de eerste halve finale. Met 91 punten eindigde ze op de 12e plaats van 19 deelnemers. Enkel de 10 beste landen stootten door naar de finale.
In 2019 schreef ze voor de Noorse Carina Dahl het lied Hold me down, waarmee die naar het festival in 2019 wou. Dahl won echter het Noorse preselectieprogramma Melodi Grand Prix niet en kon dus niet naar het songfestival gaan.
Op 31 mei 2019, een jaar na haar deelname aan het Eurovisiesongfestival, bracht de zangeres een nieuwe single uit: Endlessly.
1956: Fud Leclerc + Mony Marc · 
1957: Bobbejaan Schoepen · 
1958: Fud Leclerc · 
1959: Bob Benny · 
1960: Fud Leclerc · 
1961: Bob Benny · 
1962: Fud Leclerc · 
1963: Jacques Raymond · 
1964: Robert Cogoi · 
1965: Lize Marke · 
1966: Tonia · 
1967: Louis Neefs · 
1968: Claude Lombard · 
1969: Louis Neefs · 
1970: Jean Vallée · 
1971: Lily Castel & Jacques Raymond · 
1972: Serge & Christine Ghisoland · 
1973: Nicole & Hugo · 
1974: Jacques Hustin · 
1975: Ann Christy · 
1976: Pierre Rapsat · 
1977: Dream Express · 
1978: Jean Vallée · 
1979: Micha Marah · 
1980: Telex · 
1981: Emly Starr · 
1982: Stella · 
1983: Pas de Deux · 
1984: Jacques Zegers · 
1985: Linda Lepomme · 
1986: Sandra Kim · 
1987: Liliane Saint-Pierre · 
1988: Reynaert · 
1989: Ingeborg · 
1990: Philippe Lafontaine · 
1991: Clouseau · 
1992: Morgane · 
1993: Barbara · 
1995: Frédéric Etherlinck · 
1996: Lisa del Bo · 
1998: Mélanie Cohl · 
1999: Vanessa Chinitor · 
2000: Nathalie Sorce · 
2002: Sergio & The Ladies · 
2003: Urban Trad · 
2004: Xandee · 
2005: Nuno Resende · 
2006: Kate Ryan · 
2007: The KMG's · 
2008: Ishtar · 
2009: Copycat · 
2010: Tom Dice · 
2011: Witloof Bay · 
2012: Iris · 
2013: Roberto Bellarosa · 
2014: Axel Hirsoux · 
2015: Loïc Nottet · 
2016: Laura Tesoro · 
2017: Blanche · 
2018: Sennek · 
2019: Eliot · 
2021: Hooverphonic · 
2022: Jérémie Makiese · 
2023: Gustaph · 
2024: Mustii · 
2025: Red Sebastian